# Dolina Świemirowska

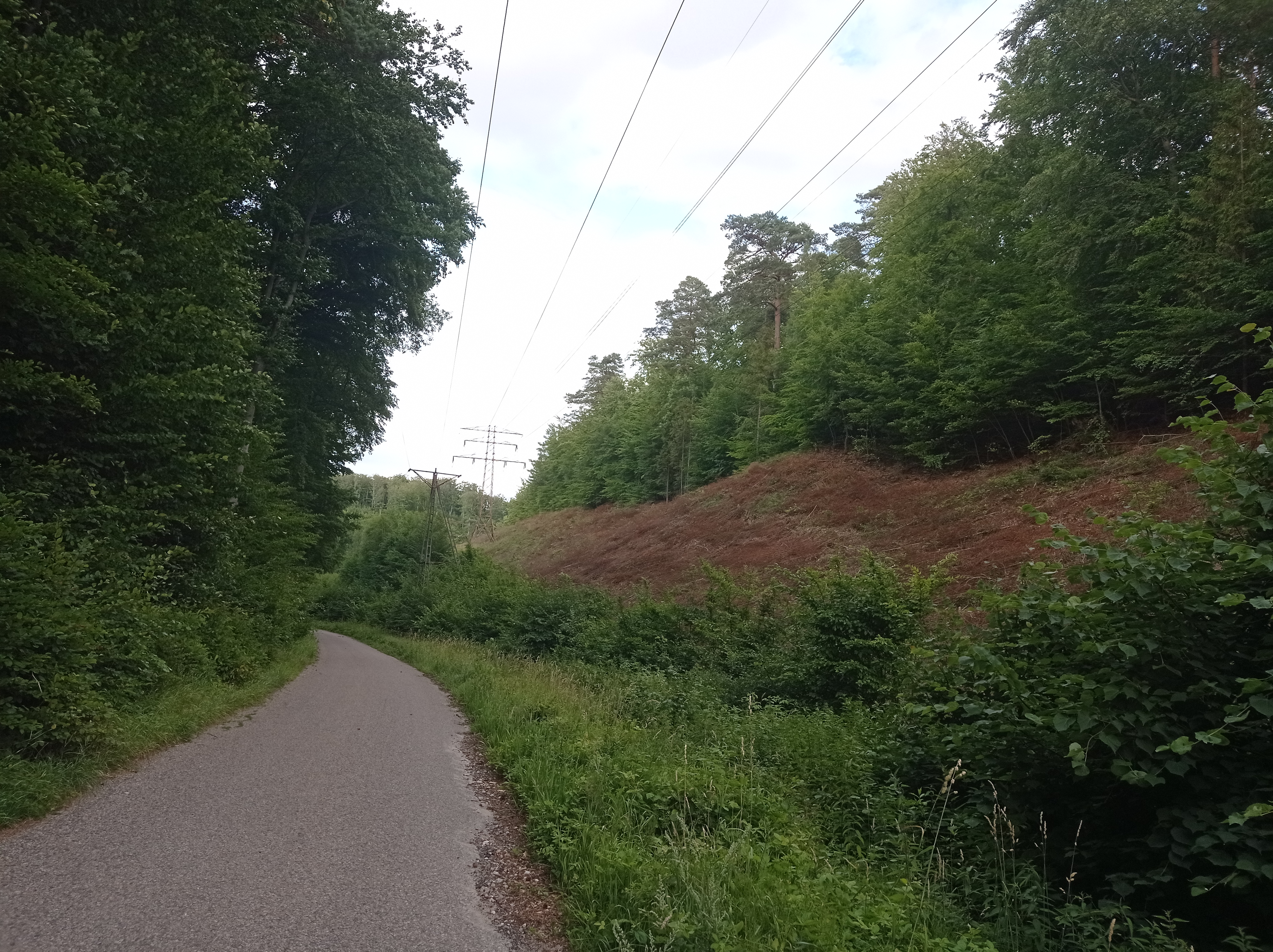
Dolina Świemirowska

Dolina Świemirowska – dolina na obszarze Trójmiejskiego Parku Krajobrazowego w kompleksie leśnym Lasów Oliwskich, stanowiąca naturalne przedłużenie ulicy Mikołaja Reja w Sopocie, w dzielnicy miasta Świemirowo. Dolinę przecinają turystyczne szlaki Skarszewski i Wzgórz Szymbarskich, zaś jej dolną częścią przepływa Potok Karlikowski (nad którym znajdują się ogródki działkowe). Północno-wschodnia krawędź doliny jest objęta rezerwatem Zajęcze Wzgórze. Dolina przechodzi w leśną drogę prowadzącą do Leśnej Polany z odgałęzieniami do Osowej, Rynarzewa, Wielkiego Kacka i Wielkiej Gwiazdy (poprzez Drogę Wielkokacką).
Na południowym skraju doliny znajduje się dąb esperantystów